# Duwajr al-Maszajich
Duwajr al-Maszajich (arab. دوير المشايخ) – wieś w Syrii, w muhafazie Hama. W 2004 roku liczyła 692 mieszkańców.